# 豊橋農業協同組合
豊橋農業協同組合（とよはしのうぎょうきょうどうくみあい）は、愛知県豊橋市に本店を置く農業協同組合。略称は「JA豊橋」。

## 管轄地域
- 豊橋市全域

## 沿革
- 1997年（平成9年）4月1日 - 豊橋市内の5つの農業協同組合(南部、西部、東部、北部、開拓)が合併し、発足。

## 事業内容
- 信用事業
- 共済事業
- 経済事業
  - 購買事業
  - 販売事業
- 資産管理事業
- 宅建事業
- 開発事業

## 店舗
本支店 
- 本店
- 二川支店
- いなみ支店
- 高豊支店
- 大津支店
- 高師原支店
- 福岡支店
- 磯辺支店
- 中央支店
- 西支店
- 吉田方支店
- 前芝支店
- 津田支店
- 大村支店
- 石巻支店
- 北支店
- 東田支店
- 岩田支店

 営農関連施設 
- 第1事業所（細谷）
- 第2事業所（高豊）
- 第3事業所（老津）
- 第4事業所（野依）
- 第5事業所（牟呂）
- 第6事業所（石巻）
- 花き集出荷場
- 南部ライスセンター
- 西部ライスセンター
- 水稲育苗センター
- 野菜集出荷場
- トマト選果場
- 予冷センター
- ナス選果場
- 大村出荷場

 販売店舗 
- 産直プラザ二川
- 産直プラザ岩田
- JAファーマーズマーケット吉田方店(（株）エーコープあいち直営)
- グリーンセンター磯辺
- ジョイフル杉山
- フルーツショップゆめ彩館
- JAあぐりパーク食彩村(子会社)

 ガソリンスタンド 
- Jセルフいなみ給油所
- 野依給油所
- 豊南給油所
- 大村給油所
- Jセルフ神野新田SS
- Jセルフ石巻SS

## 主な取扱品目
- キャベツ - 生産高日本一（愛知県）
- トマト
- レタス - サニーレタスは豊橋発祥
- はくさい
- 柿 - 次郎柿は生産高日本一
- 大葉 - 生産高日本一（豊橋市）
- いちご - 章姫、とちおとめ、ゆめのか
- ラディッシュ
- デルフィニューム - 生産高日本一
- 冬瓜
- 鶏卵

## その他
1967年（昭和42年）から2003年（平成15年）まで豊橋市の農業産出額は全国第1位であった。しかし、平成の大合併による影響で、隣接する田原市が全国第1位になり、豊橋市は全国第5位（愛知県内で第2位）になった。